# Сент-Джорджский шахматный клуб
Сент-Джорджский клуб — один из старейших шахматных клубов Лондона, существовавший с 1843 по 1910-е годы. Находился в Вест-Энде.
Известен, в частности, организацией международных турниров 1851 и 1883 года.
Клуб был создан в 1843 году усилиями известного шахматного организатора Джорджа Уокера и получил своё название от улицы Сент-Джордж-стрит (англ. St. George street) в районе Кавендиш-сквер, где он был первоначально расположен. На следующий год клуб переехал в здание Политехнического института на Кавендиш-сквер. Там же в 1851 году проводился первый международный шахматный турнир.
Впоследствии клуб располагался на:
- Риджент-стрит (1854—?)[2],
- Сент-Джеймс-стрит[англ.] (?—1857)[2],
- Кинг-стрит[англ.] (1857—1882)[1] — здесь игралась часть партий второго международного турнира,
- Албемарл-стрит[англ.] (1882—?)[1].

В 1881 году клуб объединял около 80 шахматистов. Годовое членство стоило 2 фунта 2 шиллинга (для иногородних — вдвое меньше). Клуб был открыт каждый день, с полудня по 7 часов вечера.
В разное время членами клуба были такие шахматисты, как Говард Стаунтон, Мармадьюк Уайвилл, Томас Барнс, Вильгельм Стейниц, Иоганн Цукерторт,  Джон Оуэн, Чарлз Ранкен, Уильям Уэйт, а также лорд Рэндольф Черчилль, отец Уинстона Черчилля.
Президентом клуба долгое время был Ричард Доусон (лорд Дартри).
Секретарём был Томас Хамптон (англ. Thomas Hampton) в 1856-75 годах, а в 1880-х годах — Джеймс Минчин, один из главных организаторов международного турнира 1883 года.
Клуб прекратил своё существование во время первой мировой войны.